# Herd Point
Der Herd Point ist eine Landspitze am südlichen Ende von Thule Island im Archipel der Südlichen Sandwichinseln. Sie bildet die Westseite der Ferguson Bay.
Teilnehmer der ersten russischen Antarktisexpedition (1819–1821) unter der Leitung des deutsch-baltischen Seefahrers Fabian Gottlieb von Bellingshausen kartierten sie grob. Eine neuerliche Kartierung und die Benennung nahmen Wissenschaftler der britischen Discovery Investigations im Jahr 1930 vor. Namensgeber ist R. D. Herd von der Werft der Ferguson Brothers in Port Glasgow, in der das Forschungsschiff RRS Discovery II gebaut worden ist.